# Olímpica (estación)
Olímpica es una de las estaciones que forman parte del Metro de Ciudad de México, perteneciente a la Línea B. Se ubica al oriente del Estado de México, en el municipio de Ecatepec de Morelos.

## Información general
Debe su nombre a estar situada en la Col. Olímpica de Ecatepec y su emblema son los aros que simbolizan al movimiento olímpico internacional.

## Salidas de la estación
- Norte: Avenida Central y Valle de Santiago Colonia Jardines de Aragón.
- Sur: Avenida Central y Grecia Colonia La Olímpica II.

## Afluencia
En su correspondencia con la línea B el número total de usuarios, en esta estación, para el 2014 fue de 6,244,916 usuarios, el número de usuarios promedio para el mismo año fue el siguiente:
| Tipo de día   | Afluencia promedio |
| ------------- | ------------------ |
| Día festivo   | 11,139             |
| Día laboral   | 18,772             |
| Fin de semana | 13,598             |
| Anual         | 17,109             |

Y así se ha visto la afluencia de la estación en los últimos 10 años:
| Afluencia Anual de Pasajeros | Afluencia Anual de Pasajeros | Afluencia Anual de Pasajeros | Afluencia Anual de Pasajeros | Afluencia Anual de Pasajeros | Afluencia Anual de Pasajeros |
| ---------------------------- | ---------------------------- | ---------------------------- | ---------------------------- | ---------------------------- | ---------------------------- |
| Año                          | Afluencia                    | A Diario                     | Puesto                       | Aumento%                     | Ref.                         |
| 2023                         | 5,293,741                    | 14,503                       | 87°/195                      | +4.45%                       | [ 3 ]                        |
| 2022                         | 5,068,269                    | 13,885                       | 88°/195                      | +25.42%                      | [ 3 ]                        |
| 2021                         | 4,040,957                    | 11,071                       | 75°/195                      | +30.52%                      | [ 4 ]                        |
| 2020                         | 3,096,098                    | 8,459                        | 115°/195                     | -49.35%                      | [ 5 ]                        |
| 2019                         | 6,112,152                    | 16,745                       | 109°/195                     | -3.85%                       | [ 6 ]                        |
| 2018                         | 6,356,791                    | 17,415                       | 103°/195                     | +1.23%                       | [ 7 ]                        |
| 2017                         | 6,279,368                    | 19,362                       | 105°/195                     | -5.60%                       | [ 8 ]                        |
| 2016                         | 6,651,719                    | 18,174                       | 101°/195                     | +0.04%                       | [ 9 ]                        |
| 2015                         | 6,649,315                    | 18,217                       | 100°/195                     | -2.82%                       | [ 10 ]                       |
| 2014                         | 6,842,105                    | 18,745                       | 98°/195                      | -7.72%                       | [ 11 ]                       |